# Round Maple
Round Maple is een gehucht in het bestuurlijke gebied Babergh, in het Engelse graafschap Suffolk. Het maakt deel van de civil parish Edwardstone. Het gehucht telt 4 monumentale panden, te weten Seasons, The Flushing, Quicks Farmhouse, Little Thatch en Hathaway Cottage. Het gehucht ligt 8,8 km ten afstand van Sudbury.